# Peu pla
Un peu pla (també conegut com a peus plans o arcs vençuts) és un terme d'ús comú que fa referència a una malaltia caracteritzada pel col·lapse de l'arc del peu, ocasionant que tota (o gairebé tota) la superfície de la planta tingui contacte amb el terra. S'estima que un 20% de la població mundial no presenta desenvolupament de l'arc en un peu o en ambdós peus. És important esmentar que tenir peus plans no implica una disminució en la velocitat de desplaçament, ni tampoc afecta el reflex plantar.

## Diagnòstic
Radiològicament es pot utilitzar l'angle calcaneoplantar:

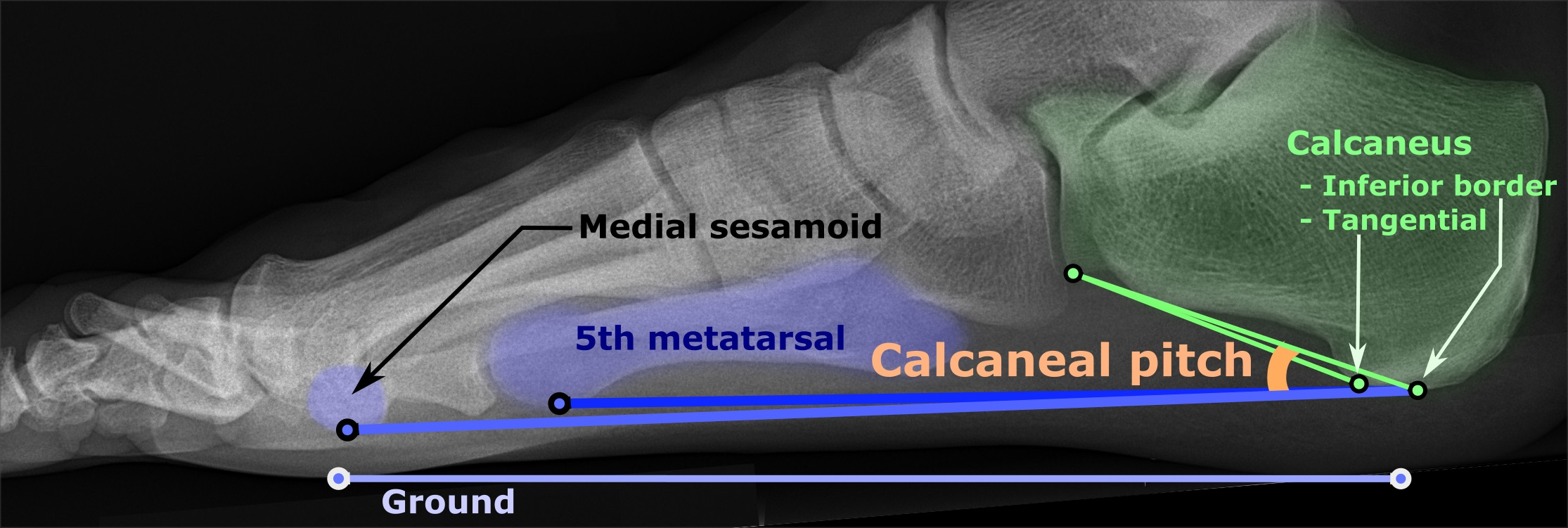
Raigs X lateral en càrrega que mostra la mesura de l'angle calcaneoplantar, que és un angle del calcani i la cara inferior del peu, amb diferents fonts que donen referència diferent punts. Un angle calcaneoplantar inferior a 17° o 18° indica peus plans.